# Helen Blanchard

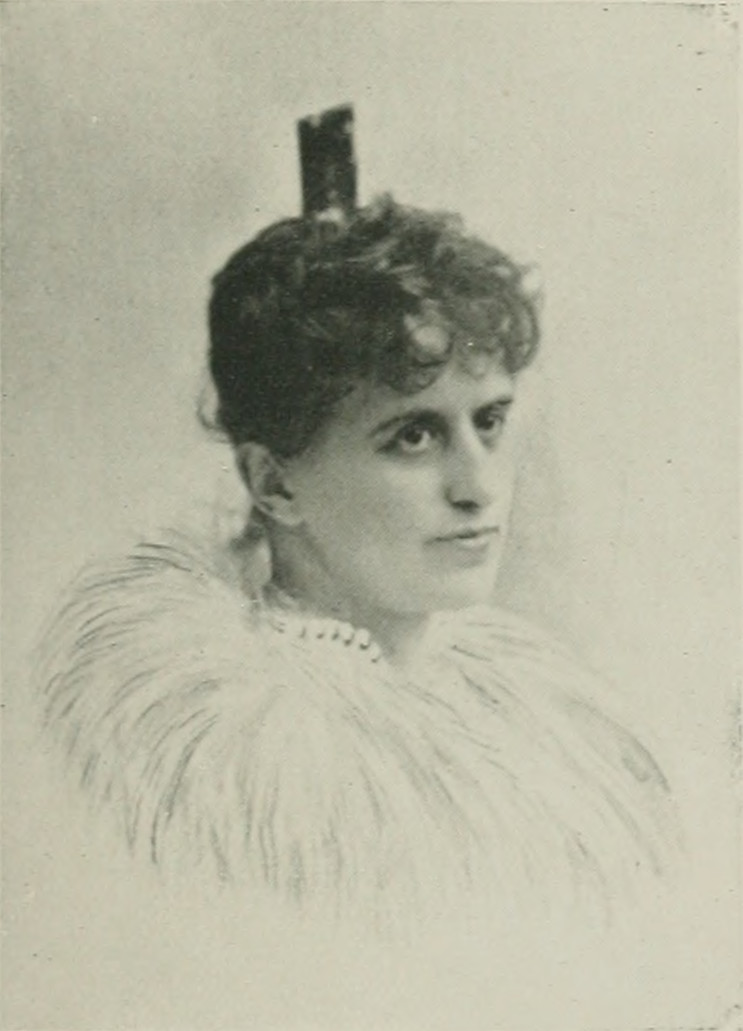
Helen Augusta Blanchard (1893)

Helen Augusta Blanchard (* 25. Oktober 1840 in Portland, Maine; † 12. Januar 1922 in Providence, Rhode Island) war eine amerikanische Erfinderin und Unternehmerin, die 1873 die erste Zickzack-Nähmaschine patentieren ließ. Zwischen 1873 und 1915 erhielt sie insgesamt 28 Patente, hauptsächlich für Erfindungen, die sich mit Nähmaschinen und Nähtechnik beschäftigen.

## Leben
Blanchards Eltern waren Phoebe Buxton Blanchard und der wohlhabende Reeder und Geschäftsmann Nathaniel Blanchard. Sie hatte fünf Geschwister, zwei Schwestern (Louise Phoebe und Persis E.) und drei Brüder (David H., Augustus und Albus). Helen zeigte schon früh Erfindungsgeist, es gibt aber keinen Hinweis darauf, dass sie eine mechanische oder technische Ausbildung erhalten hätte, obgleich sie ihre Patente hauptsächlich in diesem Bereich anmeldete.
Ihr Vater erlitt in der Wirtschaftskrise von 1866 finanzielle Verluste, so dass die Familie ihren Familiensitz verkaufen musste. Nach seinem Tod ließ er die Familie in finanziellen Schwierigkeiten zurück; das Geld für die Anmeldung ihres ersten Patents musste Blanchard sich borgen. Sie zog nach Boston; hier ließ sie 1873 ihre erste und bedeutendste Erfindung patentieren, eine verbesserte Nähmaschine, die Zickzackstiche zum Versäubern und Verstärken von Säumen ausführen konnte. Bis 1876 folgten weitere Patente auf Erfindungen zur Nähmaschinentechnik.:518
Zur Auswertung ihrer Erfindungen gründete Blanchard 1881 in Philadelphia gemeinsam mit einer unverheirateten Schwester die Blanchard Overseaming Company of Philadelphia und  1882 die Blanchard Hosiery Machine Company. Anfang der 1890er Jahre zog sie nach New York. Ihre Erfindungen fanden weite Verbreitung in der Textilindustrie, so dass ihre Unternehmen florierten; 1891 wird sie als wohlhabende Frau mit hohen Einnahmen aus ihren Patentrechten, großem Landbesitz und Eigentümerin einer Fabrik beschrieben.
Aus dem Gewinn ihrer profitablen Unternehmungen kaufte sie den Familienbesitz in Portland zurück und zog 1901 dorthin. Bis 1915 erhielt sie weitere Patente. 1916 erlitt sie einen Schlaganfall. Nach ihrem Tod 1922 wurde sie im Familiengrab auf dem Evergreen Cemetery in Portland beigesetzt.:520 Da kein Testament eröffnet wurde, ist der Verbleib ihres Vermögens ungeklärt.
2006 wurde sie für die Erfindung der Zickzack-Nähmaschine in die National Inventors Hall of Fame aufgenommen.

## Patente (Auswahl)
Helen Blanchard erhielt 28 Patente in 45 Jahren, 22 von ihnen beschäftigten sich mit Nähtechniken und Nähmaschinen. Viele dieser Erfindungen wurden von späteren Erfindern aufgegriffen und weiterentwickelt.
- 1873: Verbesserung von Nähmaschinen[4]
Diese Erfindung beschreibt eine Zusatzmechanik für Nähmaschinen, die einen Saum mittels eines Knopfloch- oder Zickzackstichs versäubern und verstärken kann. Die Stichtiefe ist variabel. Das Patentmodell dieser Nähmaschine befindet sich im National Museum of American History der Smithsonian Institution.[5]
- 1875: Verbesserung von elastischen Säumen für Kleidungsstücke[6]
Bei dieser Erfindung handelt es sich um eine Nähmethode zur Erzeugung einer starken elastischen Naht mit minimalen Auswirkungen auf den verwendeten Stoff und der Möglichkeit, die Spannung des Gewebes einzustellen.
- 1875: Verbesserung elastischer Zwickel für Schuhe[7]
Dieses Verfahren ermöglicht robustere Schuhe, indem die Zwickel verstärkt werden, die die Teile zusammenhalten. Mittels einer Reihe von Nähten, die jeweils aus einem gewöhnlichen und einem Gummifaden bestehen, werden Zwickel erzeugt, die widerstandsfähiger gegen Bewegung sind als bei früheren Methoden.
- 1876: Verbesserung von gefalzten und abgedeckten Nähten[8]
Bei dieser Erfindung handelt es sich um ein Verfahren, beim Vernähen zweier Stoffkanten durch Anbringen einer Paspel oder Hinterlegen eines Stoffstreifens einen glatten und widerstandsfähigen Saum zu erzeugen.
- 1883: Spulengehäuse[9]
Diese Erfindung ist eine einfache Abdeckung für Spulen von Seiden-, Baumwoll- oder anderen Garnen, die die Spule vor Verschmutzung, Beschädigung oder Abwickeln schützt.
- 1884: Bleistiftanspitzer[10]
Das Gerät kombiniert ein Messer zum Anspitzen der Holzummantelung mit einer Schleifscheibe zum Anspitzen der Mine und ermöglicht unterschiedlich scharf ausgezogene Spitzen.
- 1893: Verfahren zum Befestigen von Streifen oder Schnüren an Materialkanten[11]
Das Verfahren macht es überflüssig, den Stoff vor dem Nähen um den Streifen oder die Schnur zu falten, da er durch die spezielle Nahttechnik während des Nähens darübergezogen wird. Es ist vor allem für die Befestigung von Einlagen an Hutschweißbändern gedacht.
- 1893: Nähnadel[12]
Diese Erfindung verbesserte die Nähnadel, indem der Faden mit nur einer Hand eingefädelt werden konnte. Die Nadel hatte eine Verriegelung, so dass beim Einfädeln der Faden in einen Schlitz gelegt werden konnte, anstatt ihn durch das Loch zu fädeln.
- 1894: Chirurgische Nadel[13]
Diese Erfindung ist eine Verbesserung der bisherigen chirurgischen Nadeln. Sie hat eine lanzettförmige Spitze, die die Haut mit minimalem Widerstand durchbohrt und somit weniger Schmerzen für den Patienten verursacht, sowie eine Kerbe auf der Rückseite, die den Faden beim Einstechen mitnimmt und beim Herausziehen aus der Haut von der Nadel löst.
- 1900: Nähmaschinennadel[14]
Diese Erfindung ist eine Nadel für Nähmaschinen, die einen oder mehrere Fäden zum Nähen verwenden. Die Nadel durchsticht den Stoff und besitzt eine Kerbe, die einen weiteren Faden zur Erzeugung der Naht mitzieht.
- 1901: Saum für genähte Artikel[15]
Diese Erfindung ist eine Möglichkeit, zwei Materialkanten, insbesondere Maschenware, zu verbinden und zu versäumen, indem ein Faden in einer Reihe von Schlaufen durch beide Stoffkanten gezogen wird und so den Saum erzeugt.
- 1901: Hutnähmaschine[16]
Diese Abwandlung der Nähmaschine ermöglicht einen gemeinen Kettenstich mit einem Faden, um Schweißbänder und Leinenstreifen auf die Innenkante des Hutes zu nähen. Sie vereinfacht die Arbeit und erhöht die Produktivität, da dieser Arbeitsgang bislang von Hand erfolgen musste.
- 1914: Methode zum Vernähen von Webkanten[17]
Die Erfindung ermöglicht es, die Webkanten von Wirkware glatt und faltenlos zu versäumen, indem der Stoff beim Nähen durch ein Heizelement erwärmt wird. Dadurch wird Faltenbildung verhindert und ein bisher nicht möglicher glatter Saum erzeugt. Sie kann auch mit anderen Stoffen verwendet werden, um dekorative Effekte zu erzielen.